# Amba Vilas

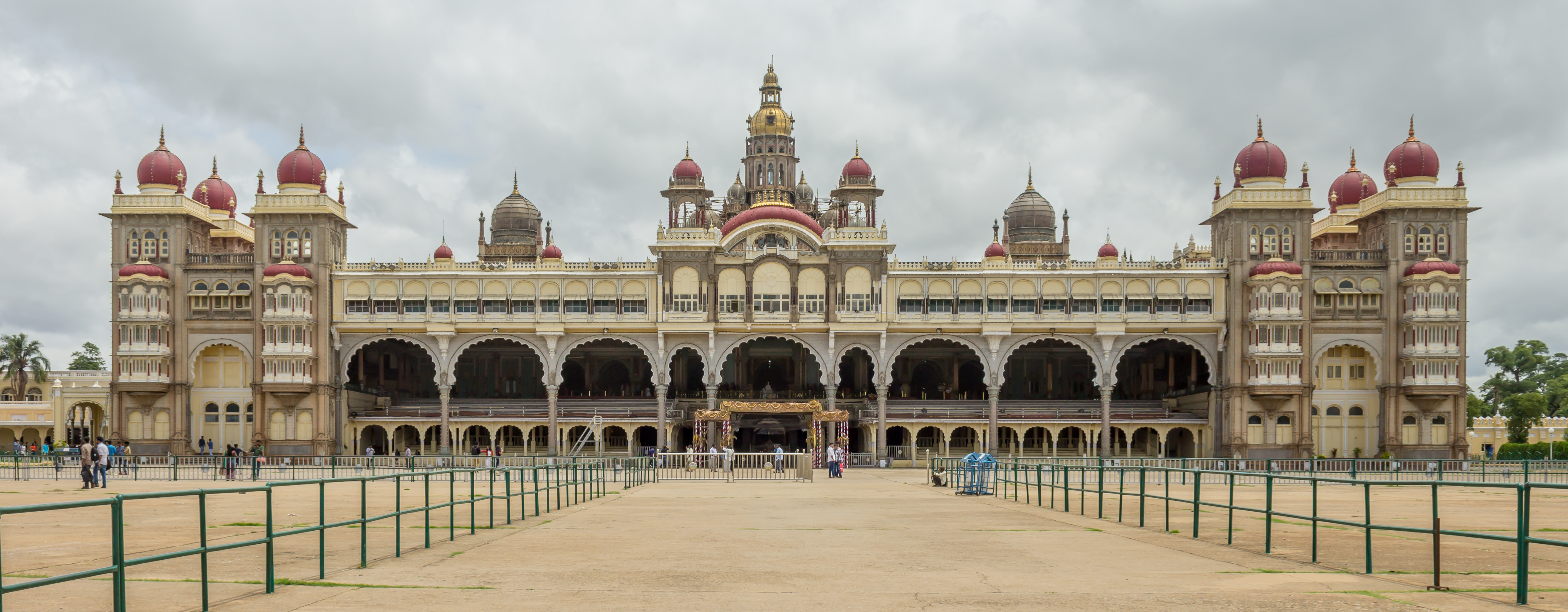
Maharadscha-Palast am Tag

Amba Vilas ist ein Palast im Zentrum der Stadt Mysuru im südindischen Bundesstaat Karnataka. Er war Residenz der Maharadschas des ehemaligen Fürstenstaates Mysore, deren Nachfahren noch heute einen Teil des Palastes bewohnen. Der Palast zählt zu den berühmtesten Palastbauten ganz Indiens. 

## Geschichte
1897 bis 1912 wurde Amba Vilas für über vier Millionen Rupien nach Entwürfen des britischen Architekten Henry Irwin erbaut. Der prächtige indo-sarazenische Bau ersetzte den kurz zuvor abgebrannten alten Palast.

## Architektur

### Palast

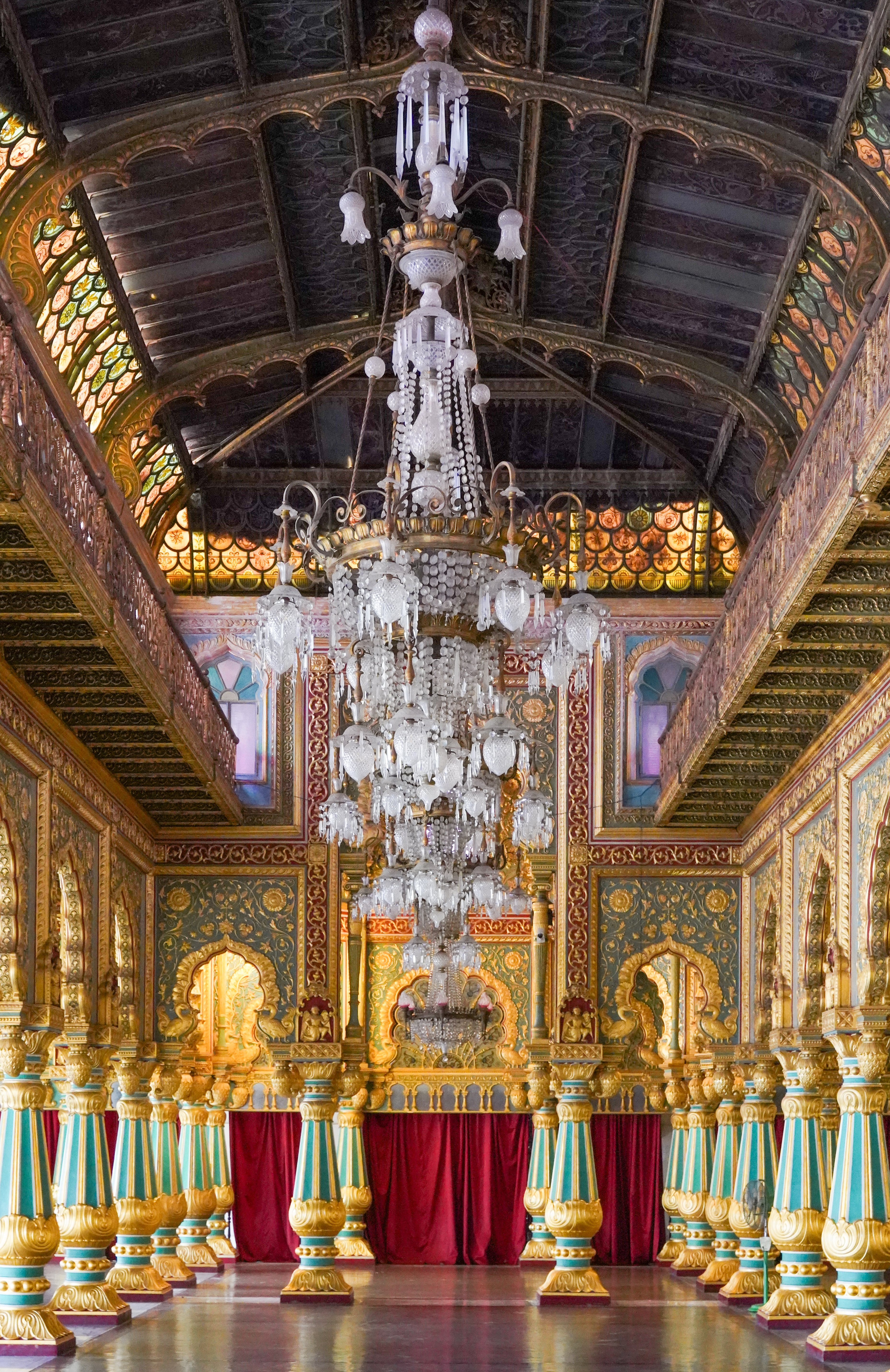
Tschechoslowakischer Kronleuchter in einem Audienzsaal

Sein Grundriss erinnert an den Grundriss des Buckingham Palace in London.
Er vereint Elemente der traditionellen hinduistischen, indisch-islamischen, radschputischen und europäischen Architektur.
Der dreistöckige Palast aus grauem Granit wird von mehreren Marmorkuppeln, einem 44 m hohen, fünfgeschossigen Turm mit vergoldeter Spitze sowie vielen kleineren Türmchen gekrönt. Sieben große Bögen bilden die Hauptfassade, der mittlere wird von zwei weiteren, kleineren Bögen flankiert.
Geradezu verschwenderische Pracht – Marmor- und Mosaikböden, schwere Silber- und kunstvoll geschnitzte Holztüren, unzählige Säulen, kostspieliges Mobiliar aus aller Herren Ländern, Buntglasdekor und Spiegelwände sowie Gemälde und Wandbilder zeugen vom luxuriösen Lebenswandel der Mysore-Herrscher um die Jahrhundertwende. Die Räume sind dabei in einer verwirrenden Vielzahl an Stilen gestaltet. Besonders berühmt ist der mit Blattgold überzogene Thron in der riesigen Durbarhalle.
Jeden Sonntagabend von 19 bis 20 Uhr und jeden zweiten Samstag von 19 bis 19.20 Uhr, wird die Palastfassade von über 80.000 Glühbirnen hell erleutet.

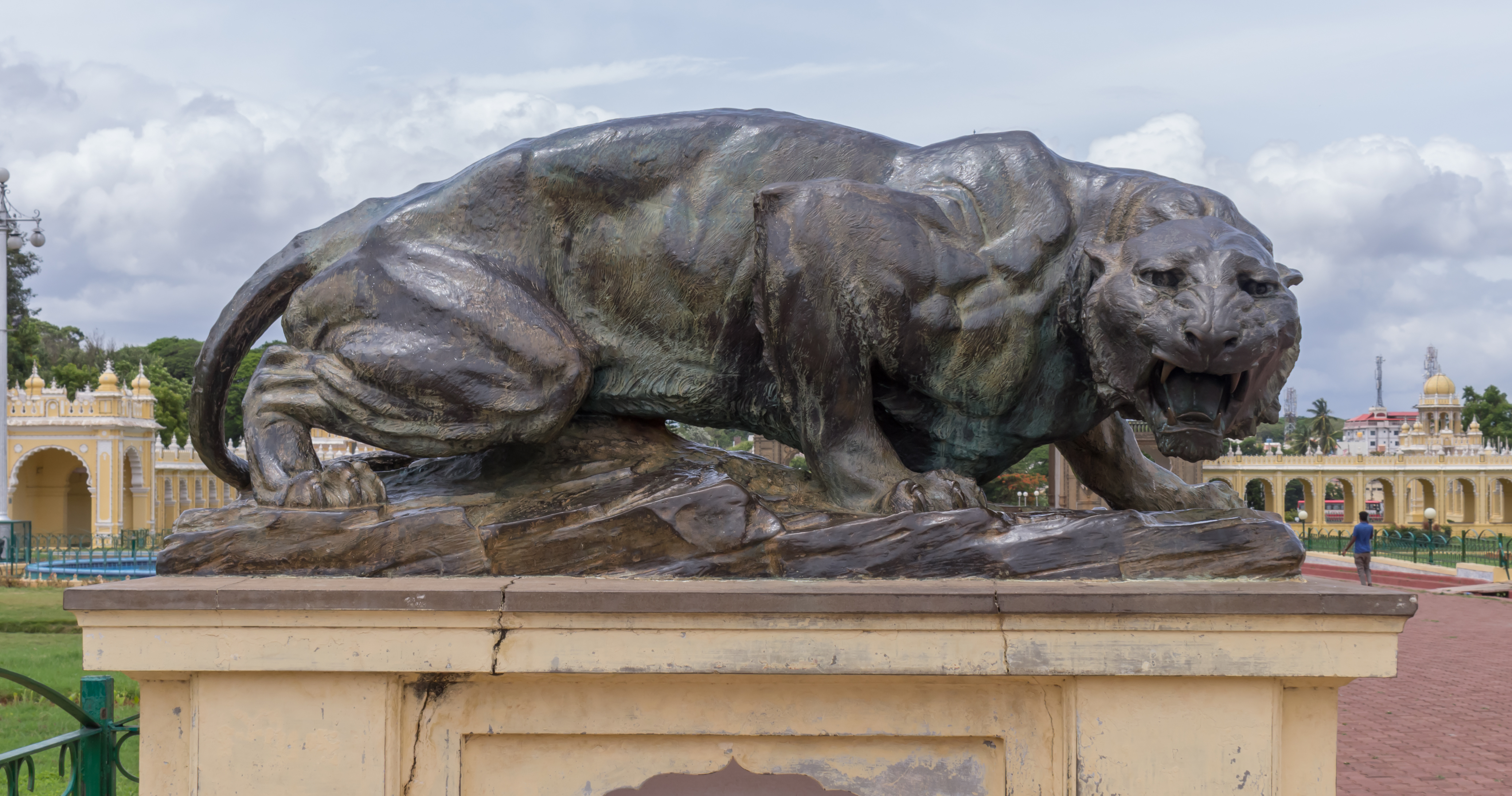
Steinerner Leopard am Portal

### Tempel
Auf dem Palastgelände befinden sich auch zwölf Hindu-Tempel, die aus dem 14. bis 20. Jahrhundert stammen.

### Berühmte Räume

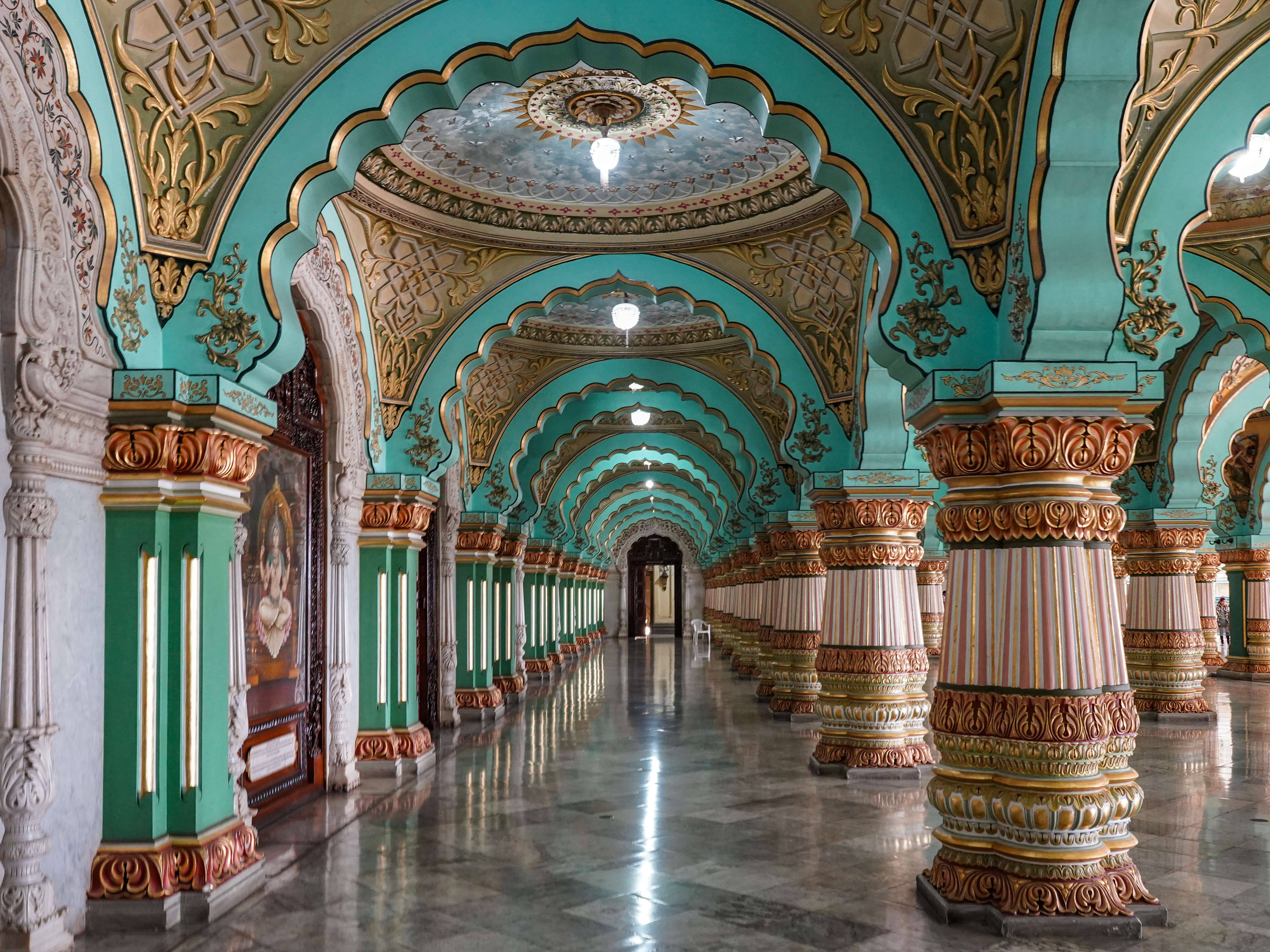
Granitsäulen mit verschnörkelten Bögen und Stuckdecken, Durbar-Halle

- Audience Chamber: Empfangsraum für Privataudienzen sowie Konferenzsaal (historisch)
- Public Durbar: Der Raum diente dem König für die Generalaudienzen.
- Hochzeitssaal (Royal wedding hall): Der Raum, in dem Hochzeiten des Königshauses stattfanden
- Waffenkammer (Armoury): enthält Waffen des 14. bis 20. Jahrhunderts.

## Bilder

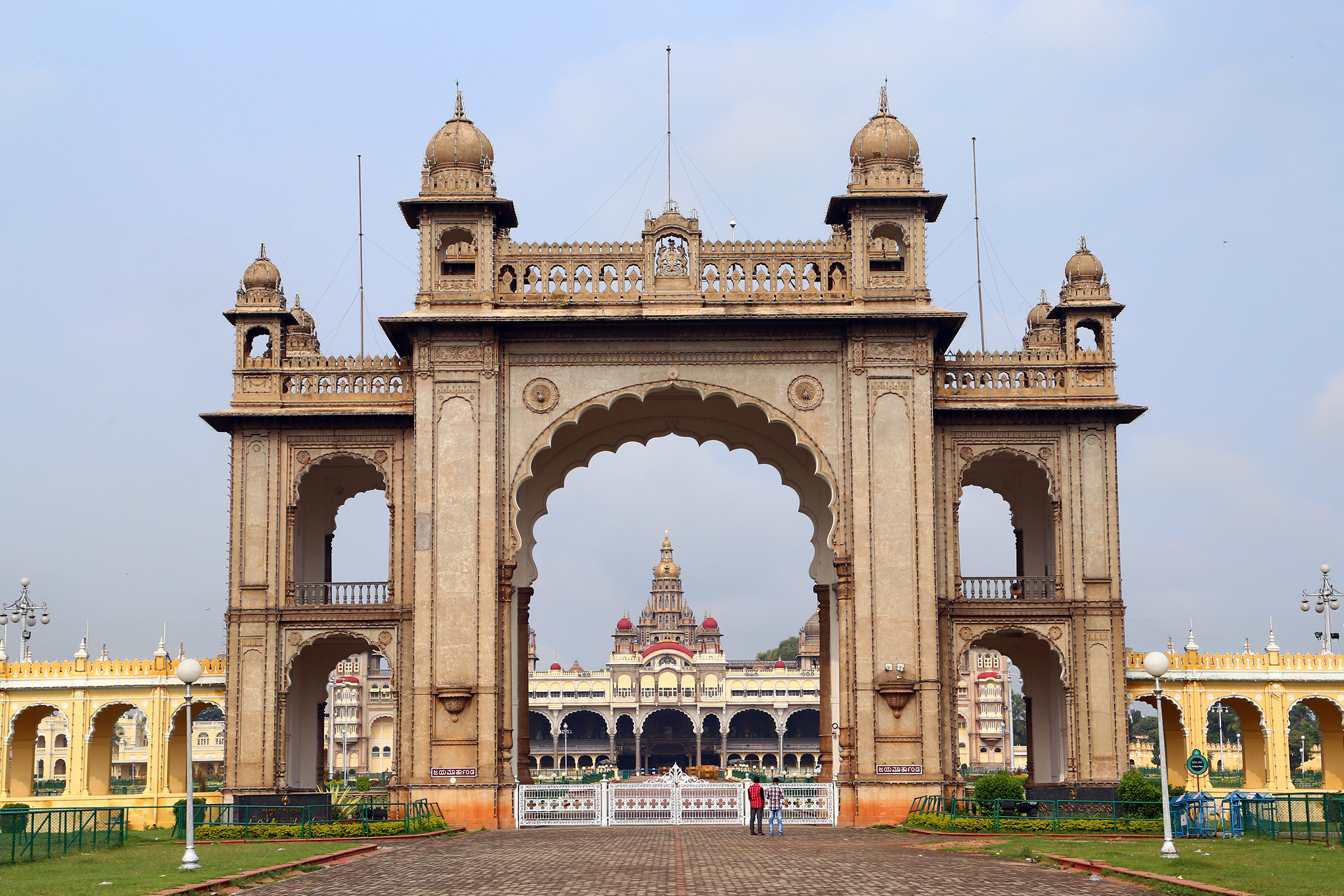
Eingangstor
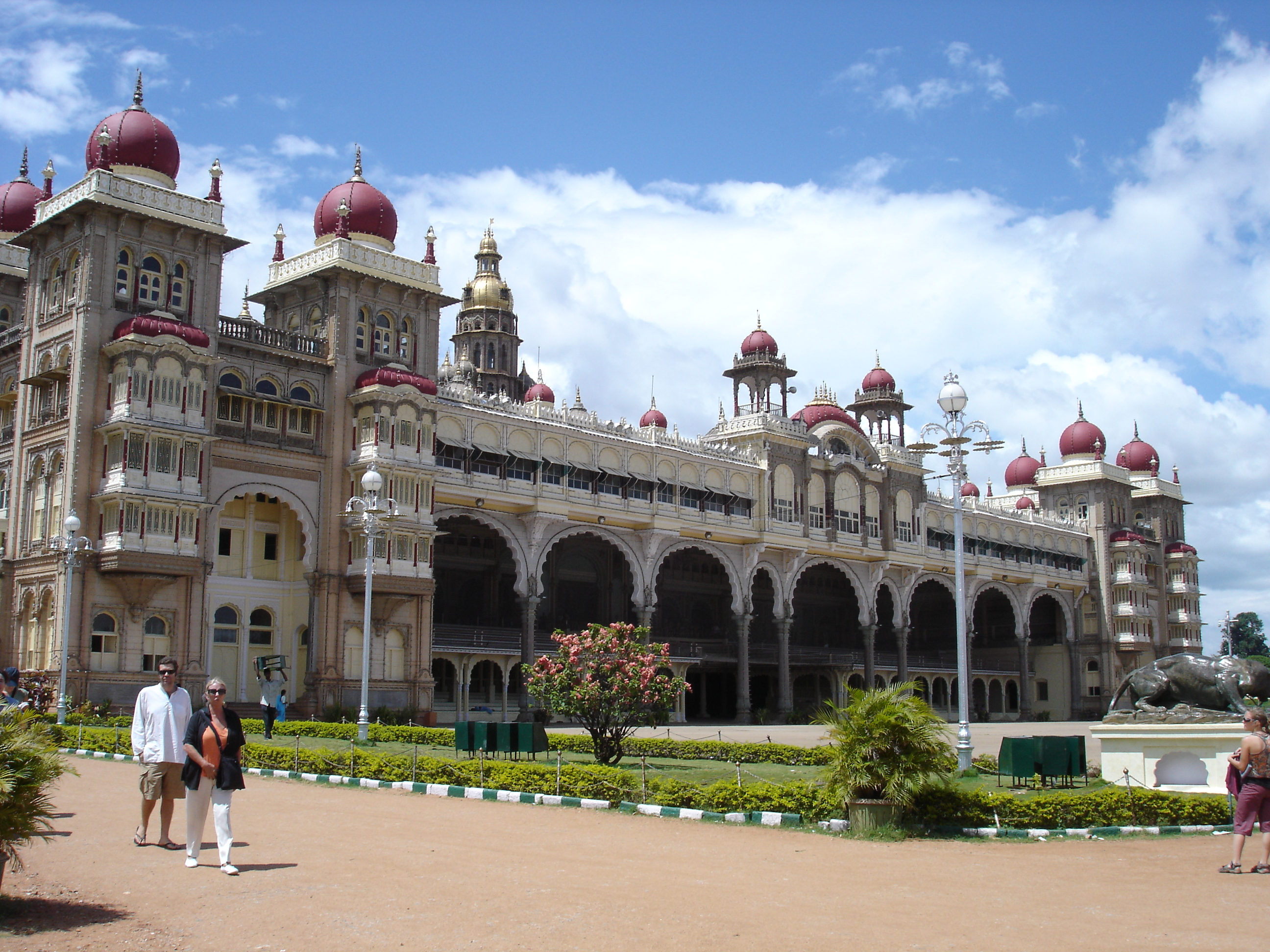
Frontfassade
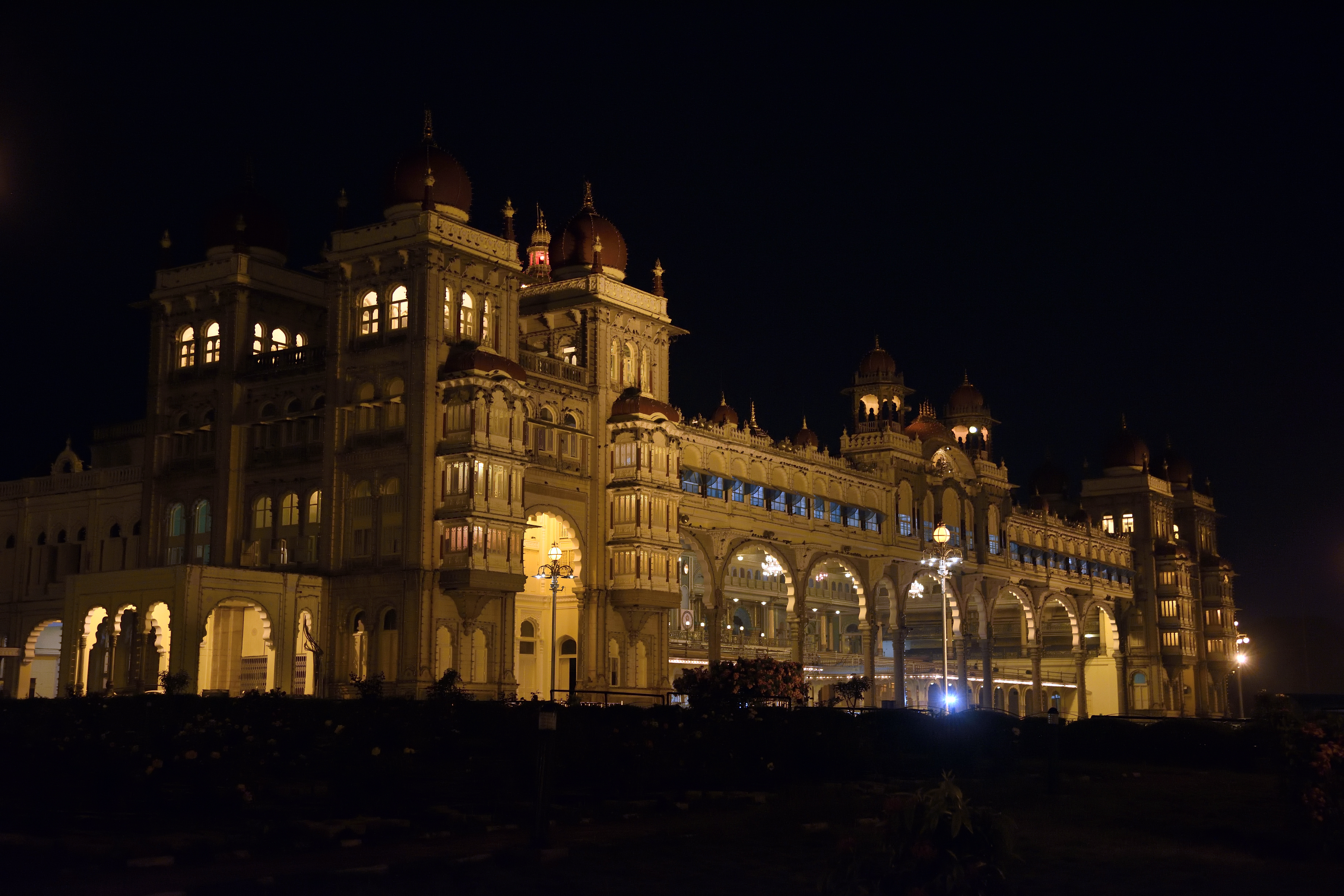
Bei Nacht
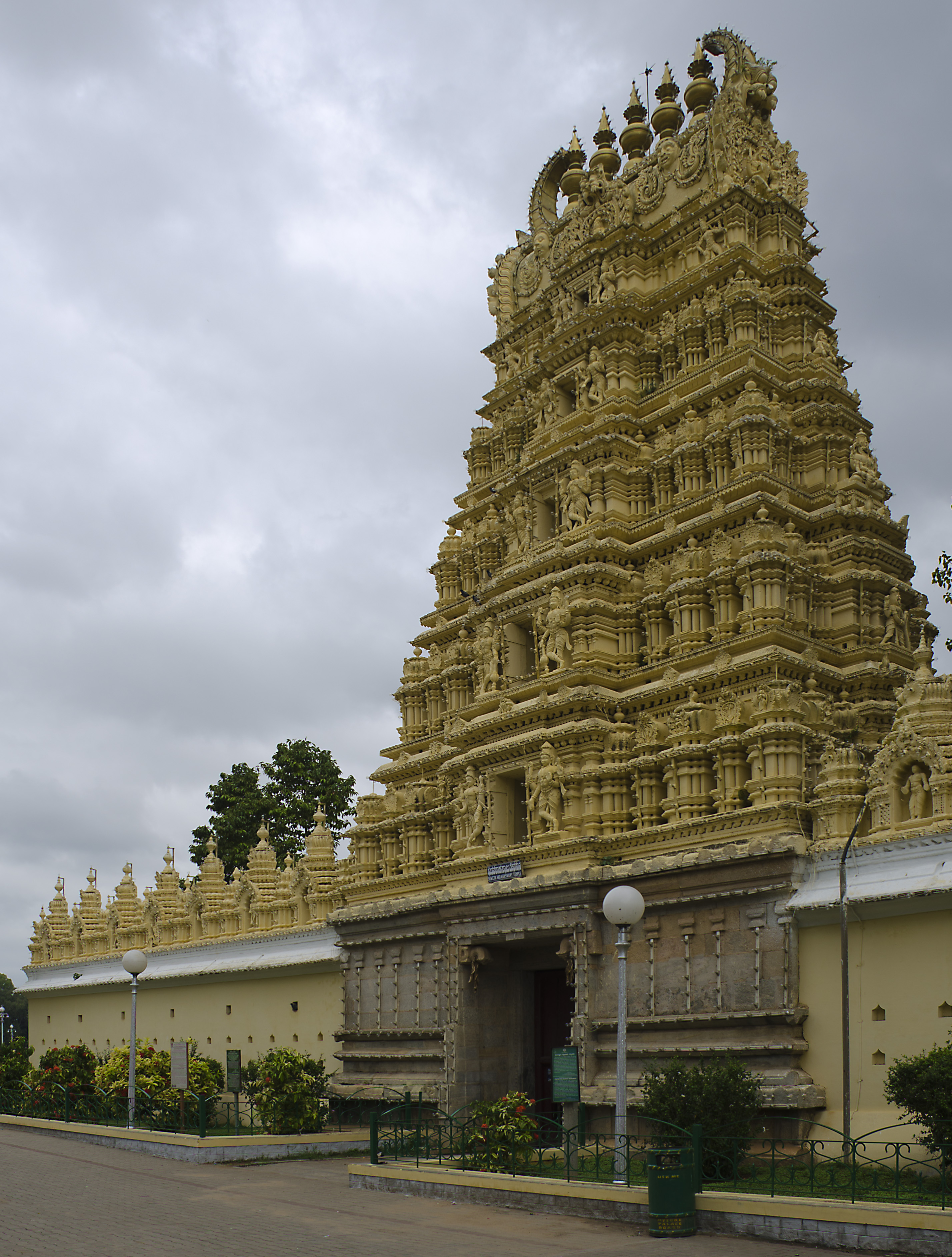
Sri-Shveta-Varahaswami-Tempel auf dem Palastgelände